# Янник, Ноа
Ноа Йоахим Закари Янник (фр. Noah Joachim Zacharie Yannick; род. 11 марта 2004, Яунде, Камерун) — камерунский футболист, полузащитник клуба «Санкт-Галлен» и олимпийской сборной Камеруна.

## Клубная карьера
В футбол начал играть на родине. Летом 2023 года перешёл в «Коломб Спорт», за который провёл 18 матчей в местном чемпионате. Летом 2024 года присоединился к швейцарскому «Санкт-Галлену» в рамках предсезонных сборов. Отыграл все товарищеские матчи. 16 июля подписал с клубом двухлетний контракт. Дебютировал 1 августа в ответном матче второго квалификационного раунда Лиги конференций против казахстанского «Тобола», заменив на 74-й минуте Чиму Окороджи.

## Карьера в сборной
Играл за сборные всех возрастов, является игроком олимпийской сборной. В ноябре 2022 года был вызван в первую сборную на матч против сборной Ямайки, но в том матче остался на скамейке запасных.

## Стиль игры
Играет в опорной зоне, также может сыграть на левом фланге или в центре полузащиты. Среди своих сильных сторон называл скорость и игру на втором этаже, а также чтение игры и ментальную устойчивость. Главный тренер «Санкт-Галлена» Энрико Маассен и спортивный директор клуба Роджер Штильц отмечали в Яннике, кроме физических кондиций, хорошую технику и многопрофильность.